# Zona Zamfirova
Zona Zamfirova (Зона Замфирова) és una pel·lícula de comèdia dramàtica de 2002 dirigida per Zdravko Šotra. Es basa en el llibre de 1906 de l'autor serbi Stevan Sremac. a pel·lícula conté el vernacle local del dialecte serbi parlat a la regió de Niš.
Segons dades del 2018, és la pel·lícula sèrbia més vista de la història, ja que ha estat vista per un total d'1,2 milions de persones a les sales de cinema a Sèrbia.
La casa utilitzada per al conjunt de la casa de Zona es troba a Pirot, i va ser construïda l'any 1848 pel ric comerciant Hrista Jovanović. (see Old House, Pirot).
El 24 de gener de 2017 es va estrenar, Vrati se Zone, una seqüela.

## Argument
Zona Zamfirova està ambientada a la ciutat sèrbia de Niš al segle XIX. La trama segueix la història de Zona Zamfirova (Katarina Radivojević), la filla d'un home ric local, i les vicissituds de la seva aventura amb Mane (Vojin Ćetković), un orfebre normal. Com que era indesitjable que la filla d'un home ric es casés amb un artesà, els dos estan al principi dividits, amb la possibilitat que Zona es casés amb Manulać, que prové d'una família benestant. Tot canvia, però, a mesura que en Mane organitza una conspiració reeixida per quedar-se a Zona per a ell.

## Repartiment
- Vojin Ćetković - Mane Kujundžija
- Katarina Radivojević - Zona Zamfirova
- Dragan Nikolić - Hadži Zamfir
- Milena Dravić - Tašana
- Radmila Živković - Doka
- Nikola Đuričko - Perica
- Sloboda Mićalović - Vaska
- Nebojša Ilić - Manulać
- Branimir Brstina - Jordània
- Danica Maksimović - Persa
- Ružica Sokić - Taska
- Jelica Sretenovic - Kaliopa
- Svetlana Bojković - Jevda
- Ana Franić - Vasilija

## Reconeixements
A la XXIV edició de la Mostra de València va guanyar una menció especial a la millor banda sonora per Nenad Milosavgjevic.